# Teiresia
Teiresia is een geslacht van kevers uit de familie van de loopkevers (Carabidae). De wetenschappelijke naam van het geslacht is voor het eerst geldig gepubliceerd in 1935 door Liebke.

## Soorten
Het geslacht Teiresia is monotypisch en omvat slechts de volgende soort:
- Teiresia umbraculata Liebke, 1935